# Episodi di Al di qua del paradiso (prima stagione)
La prima stagione della serie televisiva Al di qua del paradiso è stata trasmessa in anteprima in Germania dalla ZDF tra il 5 settembre 1989 e il 25 novembre 1989.
| nº | Titolo originale           | Titolo italiano | Prima TV Germania | Prima TV Italia |
| -- | -------------------------- | --------------- | ----------------- | --------------- |
| 1  | Himmel und Hölle           |                 | 5 settembre 1989  |                 |
| 2  | Der erste Stein            |                 | 9 settembre 1989  |                 |
| 3  | Das alte Kamel             |                 | 16 settembre 1989 |                 |
| 4  | Die halbe Wahrheit         |                 | 23 settembre 1989 |                 |
| 5  | Der lächelnde König        |                 | 30 settembre 1989 |                 |
| 6  | Die spanische Überraschung |                 | 7 ottobre 1989    |                 |
| 7  | Der fliegende Bruder       |                 | 14 ottobre 1989   |                 |
| 8  | Der krumme Weg             |                 | 21 ottobre 1989   |                 |
| 9  | Die traurige Witwe         |                 | 28 ottobre 1989   |                 |
| 10 | Das schlechte Gewissen     |                 | 4 novembre 1989   |                 |
| 11 | Das arme Schwein           |                 | 11 novembre 1989  |                 |
| 12 | Die dunkle Vergangenheit   |                 | 18 novembre 1989  |                 |
| 13 | Das liebe Leben            |                 | 25 novembre 1989  |                 |